# Anolis centralis
Anolis centralis – gatunek jaszczurki z rodziny Anolidae. Żyje wyłącznie na Kubie.

## Systematyka
Gatunek zalicza się do rodzaju Anolis, który umieszcza się obecnie w monotypowej rodzinie Anolidae. W przeszłości rodzaj ten zaliczano jednak do rodziny legwanowatych (Iguanidae). Za podgatunek Anolis centralis uznawany był klasyfikowany obecnie jako osobny gatunek Anolis litoralis.

## Rozmieszczenie geograficzne
A. centralis to kubański endemit występujący we wschodniej połowie wyspy.

## Siedlisko
Ta sucholubna jaszczurka zamieszkuje tereny porośnięte krzakami, spotyka się ja na drzewach i płotach.

## Zagrożenia i ochrona
W Czerwonej księdze gatunków zagrożonych IUCN Anolis centralis jest klasyfikowany jako gatunek najmniejszej troski (LC, ang. Least Concern).
Jest to gatunek pospolity o stabilnej populacji. Na części zasięgu występowania zwierzęcia zagrażają mu rolnictwo i procesy urbanizacyjne.